# ホールド・ザット・プレーン!
『ホールド・ザット・プレーン!』（Hold That Plane!）は、アメリカ合衆国のブルース・ミュージシャン、バディ・ガイが1972年にヴァンガード・レコードから発表したスタジオ・アルバム。

## 解説
タイトル曲は、本作のクレジットではガイ自身の作詞・作曲と記載されているが、実際にはドクター・クレイトンの曲「Hold That Train」のリメイクとみなされている。また、「ユー・ドント・ラブ・ミー」はエラス・マクダニエル作とクレジットされているが、実際にはウィリー・コブスの曲である。本作のレコーディング・セッションは1969年11月に行われ、ゲイリー・バーツ、ジュニア・マンス、バリー・アルトシュルといったジャズ畑のプレイヤーも迎えられた。
Bill Dahlはオールミュージックにおいて5点満点中2点を付け「長々とした7曲しか入っていない、精彩を欠いた作品」と評している。
2000年発売のCDボックス・セット『The Complete Vanguard Recordings』のディスク3には、本作の全7曲が収録された。

## 収録曲
1. ウォーターメロン・マン - "Watermelon Man" (Herbie Hancock) - 5:18
2. ホールド・ザット・プレーン - "Hold That Plane" (Buddy Guy) - 4:43
3. アイム・レディ - "I'm Ready" (Willie Dixon) - 5:06
4. マイ・タイム・アフター・アホワイル - "My Time After Awhile" (Robert Geddins) - 4:17
5. ユー・ドント・ラブ・ミー - "You Don't Love Me" (Ellas McDaniel) - 5:33
6. カム・シー・アバウト・ミー - "Come See About Me" (B. Guy, Philip Guy) - 8:41
7. ハロー・サン・フランシスコ - "Hello San Francisco" (R. Geddins) - 5:24

## 参加ミュージシャン
- バディ・ガイ - ボーカル、ギター
- フィリップ・ガイ - リズムギター
- ゲイリー・バーツ - アルト・サクソフォーン
- A・C・リード - テナー・サクソフォーン
- ジュニア・マンス（英語版） - ピアノ
- アーネスト・ジョンソン - ベース
- ジェシ・ルイス - ドラムス

アディショナル・ミュージシャン
- マーク・ジョーダン - ピアノ (on #6)
- ビル・フォルエル - ベース (on #1)
- フリーボ - ベース (on #6)
- バリー・アルトシュル - ドラムス (on #1)
- デヴィッド・リップ・ストック - ドラムス (on #6)